# Grønholt (Grønholt Sogn)
 For alternative betydninger, se Grønholt. (Se også artikler, som begynder med Grønholt)
Grønholt er en landsby i Grønholt Sogn, Lynge-Kronborg Herred, tidligere Frederiksborg Amt.
Grønholt bestod i 1682 af Grønholt Kirke, 10 gårde og 2 huse med jord, i alt 164,4 tønder land dyrket jord, skyldsat til 44,11 tdr hartkorn; dyrkningsformen var trevangsbrug. Fra byen er der ca. 3 km til Fredensborg i nord, 2 km. til Lønholt i øst, 4 km til Karlebo i syd og 3 km til Hillerød i vest.
I 1934 fik landsbyen et trinbræt i tilknytning til Nordbanen. Trinbrættet ligger i nogen afstand fra landsbyen og har ikke fået indflydelse på dennes udvikling.
Den danske ingeniør og forretningsmand Niels Fennet, bor på godset Hegnsholt syd for flyvepladsen.
Derudover kommer Margrethe 2. til tider til kirkens Gudstjeneste om søndagen.

## Grønholt Flyveplads
I 1940 anlagdes umiddelbart syd for landsbyen Grønholt Flyveplads, som indledningsvis var en græsbane. I 1962 blev asfaltbanen etableret og der var fra midten af 50'erne og indtil midten af 80'erne mange flyveaktiviteter, herunder flyværksted, skoleflyvning samt flyproduktion. I dag anvendes flyvepladsen stadig til klubflyvning, ligesom et mindre antal lokale virksomheder benytter flyvepladsens faciliteter.